# Francisco Verdugo
Francisco Verdugo (Talavera de la Reina,1536 - Luxemburg-stad, 22 september 1595 ) was van 1581 tot 1594 de laatste Spaanse stadhouder in de gewesten Friesland, Groningen, Drenthe, Lingen en Overijssel.
Hij was de opvolger van de graaf van Rennenberg, die was overleden. Zijn bewind werd door de opstandelingen niet erkend, zodat er twee stadhouders naast elkaar zaten. Aan de kant van de Republiek waren dat Willem van Oranje en zijn luitenant en opvolger Willem Lodewijk van Nassau.
Eerder tijdens de Tachtigjarige Oorlog zat Francisco Verdugo in het leger van de koning. Zo werd hij als kolonel door de bevelhebber Maximiliaan van Hénin-Liétard (Bossu) naar de hertog van Alva gestuurd om hem te vertellen van de door de regeringstroepen dramatisch verloren Slag op de Zuiderzee met de watergeuzen (oktober 1573).
Onder zijn bewind verloor de Spaanse koning grote delen van de Nederlanden aan de Republiek, die onder leiding van Maurits van Oranje en Willem Lodewijk een offensief was begonnen. Willem Lodewijk en Verdugo voerden in de provincies Groningen en Friesland een schansenoorlog uit, waar na verloop van tijd Willem Lodewijk steeds meer in het voordeel kwam te staan. Zo had Willem Lodewijk in 1590 de Slag om Zoutkamp gewonnen, waardoor Groningen, Verdugo's belangrijkste stad in het noorden, niet meer bevoorraad kon worden via het Reitdiep. Maurits veroverde 1591 Delfzijl, waardoor de belangrijkste aanvoerhaven en de verbinding tussen Groningen en Emden in Staatse handen kwam. Verdugo had nog wel kunnen voorkomen dat Maurits in plaats van Delfzijl Groningen ging belegeren, door nog net voor Maurits bij de stad aan te komen en strategische posities in te kunnen nemen.
Het jaar erop vielen de steden Steenwijk en Coevorden in Staatse handen, waardoor Groningen afgesloten werd van Twente. Verdugo had nog geprobeerd om Coevorden te ontzetten, maar slaagde niet in zijn opzet, mede doordat Coevorden goed bevoorraad werd. Hij verloor in 1593 het oostelijk gebied van de provincie Groningen, waardoor de stad ook over land was afgesloten van Duitsland. Begin 1594 moest Verdugo zijn beleg van Coevorden opgeven, omdat Maurits met een groot leger de stad naderde en daardoor de stad had ontzet. Een deel van zijn troepen stuurde Verdugo nog naar Groningen om een val van deze stad te voorkomen. Het mocht echter weinig baten, waardoor Verdugo ook deze stad verloor aan de Staatse partij. Hem restten alleen nog delen in Twente, die de Spanjaarden uiteindelijk (na zijn dood) in 1597 verloren aan de Republiek. Na de Reductie van Groningen verliet Verdugo de Nederlanden om deel te nemen aan de oorlog tegen Frankrijk.
Don Francisco trouwde in 1578 met Dorothea van Mansfeld, overleden in 1595. Zij was een dochter van Peter Ernst I van Mansfeld.